# Varsány
Varsány è un comune dell'Ungheria di 1.800 abitanti (dati 2001). È situato nella contea di Nógrád.